# Уська Вікіпедія

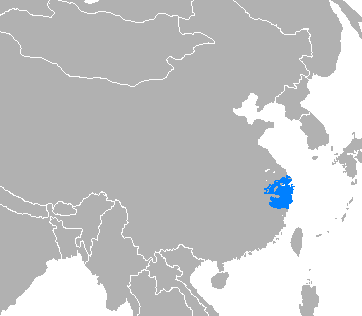
Територія поширення уської мови.

Уська Вікіпедія (уськ. 吴语维基百科) — розділ Вікіпедії уською мовою. Створена у 2006 році. Уська Вікіпедія станом на 26 березня 2025 року містить 45 169 статей, 117 508 зареєстрованих користувачів, 77 активних дописувачів, 2 адміністраторів
. Загальна кількість сторінок в уській Вікіпедії — 63 339, редагувань — 338 464, завантажених файлів — 13
. Глибина (рівень розвитку мовного розділу) уської Вікіпедії дуже мала і становить лише 0.9 пунктів
. 

## Історія
- Жовтень 2006 — створена 100-та стаття[2].
- Липень 2008 — створена 1 000-на стаття[2].